# Dexia atripes
Dexia atripes là một loài ruồi trong họ Tachinidae.